# Гай Клавдий Пульхр (консул 92 года до н. э.)
Гай Кла́вдий Пульхр (лат. Gaius Claudius Pulcher; умер после 91 года до н. э.) — древнеримский политический деятель из патрицианского рода Клавдиев, консул 92 года до н. э.

## Происхождение
Гай Клавдий принадлежал к одному из самых знатных и влиятельных патрицианских родов Рима, имевшему сабинское происхождение. Первым носителем когномена Пульхр («Красивый») стал предок Гая в пятом поколении Публий, один из сыновей Аппия Клавдия Цека и консул 249 года до н. э. У отца и деда Гая, согласно Капитолийским фастам, были преномены Аппий и Гай соответственно; предположительно Аппий — это консул 143 года до н. э..
Мать Гая принадлежала к плебейскому роду Антистиев. Младшим братом Гая был Аппий Клавдий Пульхр, консул 79 года до н. э.; на сестре Гая был женат Тиберий Семпроний Гракх.

## Биография
Рождение Гая Клавдия исследователи датируют приблизительно 141/136 годом до н. э. Его политическая карьера началась в 105 году до н. э. с должности квестора. В 104 году до н. э. он был одним из монетных триумвиров, а в 100 году принял участие в борьбе с народным трибуном-популяром Луцием Аппулеем Сатурнином. Марк Туллий Цицерон в числе аристократов, которые явились к храму Санка, чтобы взять оружие из общественного хранилища и принять участие в решающей схватке, называет и Гая Клавдия. Возможно, именно этого нобиля имеет в виду Орозий, когда пишет, что союзник Сатурнина Гай Сервилий Главция спрятался в доме некоего Клавдия, но его оттуда вытащили и убили.
В 99 году до н. э. Пульхр был курульным эдилом и в этом качестве организовал роскошные игры: римские зрители впервые увидели слонов, а сцена цирка впервые была раскрашена в разные цвета. Позже Гай Клавдий председательствовал в суде, где рассматривались дела об отравлениях, а в 95 году до н. э. занимал должность претора. В этом качестве он возглавлял суд по делам о вымогательствах; сенат именно ему поручил составить для города Галесы в Сицилии закон о выборах. В последующие годы Пульхр был куратором дорожных работ.
Вершиной карьеры Гая Клавдия стал консулат 92 года до н. э., совместный с плебеем Марком Перперной. Поскольку последний был незнатным и довольно пожилым человеком, Ф. Мюнцер предположил, что он получил должность исключительно благодаря поддержке Пульхра. Во время следующих выборов коллеги помогли стать консулом Луцию Марцию Филиппу, который кому-то из них приходился родным племянником по матери. Известно также, что Гай поддержал своего брата Аппия на выборах в эдилы, но тот всё равно потерпел поражение. Во время консулата Пульхр доложил сенату о «мятеже» народного трибуна Гнея Папирия Карбона, поскольку последний не распустил народное собрание, когда начались беспорядки. Выслушав доклад и мнение о нём Луция Лициния Красса, сенат признал, что трибун стремился к «насильственным действиям».
После консулата Гай Клавдий уже не упоминается в источниках. По-видимому, он умер вскоре после 92 года до н. э.

## Интеллектуальные занятия
Марк Туллий Цицерон включил Гая Клавдия в перечень ораторов в своём трактате «Брут». По его словам, Пульхр был посредственностью и выделялся на общем фоне только благодаря своим знатности и влиянию.

## Потомки
Сыном Гая Клавдия мог быть Аппий Клавдий Пульхр, военный трибун в 87 году до н. э. Согласно одной из гипотез, именно Аппий был родным отцом Марка Ливия Друза Клавдиана, отца Ливии Друзиллы.